# Park Layne (Ohio)
Park Layne es un lugar designado por el censo ubicado en el condado de Clark en el estado estadounidense de Ohio. En el Censo de 2010 tenía una población de 4343 habitantes y una densidad poblacional de 1.144,6 personas por km².

## Geografía
Park Layne se encuentra ubicado en las coordenadas 39°53′17″N 84°2′22″O / 39.88806, -84.03944. Según la Oficina del Censo de los Estados Unidos, Park Layne tiene una superficie total de 3.79 km², de la cual 3.79 km² corresponden a tierra firme y (0%) 0 km² es agua.

## Demografía
Según el censo de 2010, había 4343 personas residiendo en Park Layne. La densidad de población era de 1.144,6 hab./km². De los 4343 habitantes, Park Layne estaba compuesto por el 94.59% blancos, el 0.67% eran afroamericanos, el 0.32% eran amerindios, el 0.35% eran asiáticos, el 0.07% eran isleños del Pacífico, el 2.07% eran de otras razas y el 1.93% pertenecían a dos o más razas. Del total de la población el 4.14% eran hispanos o latinos de cualquier raza.